# 斑點銀板魚
斑點銀板魚為輻鰭魚綱脂鯉目脂鯉亞目锯脂鲤科的其中一個種，為熱帶淡水魚，分布於南美洲亞馬遜河及巴拉圭河流域，體長可達18公分，棲息在底中層水域，主要以植物和果實為食，生活習性不明，可作為食用魚及觀賞魚。

## 扩展阅读
維基物種上的相關：斑點銀板魚